# Beloretsk

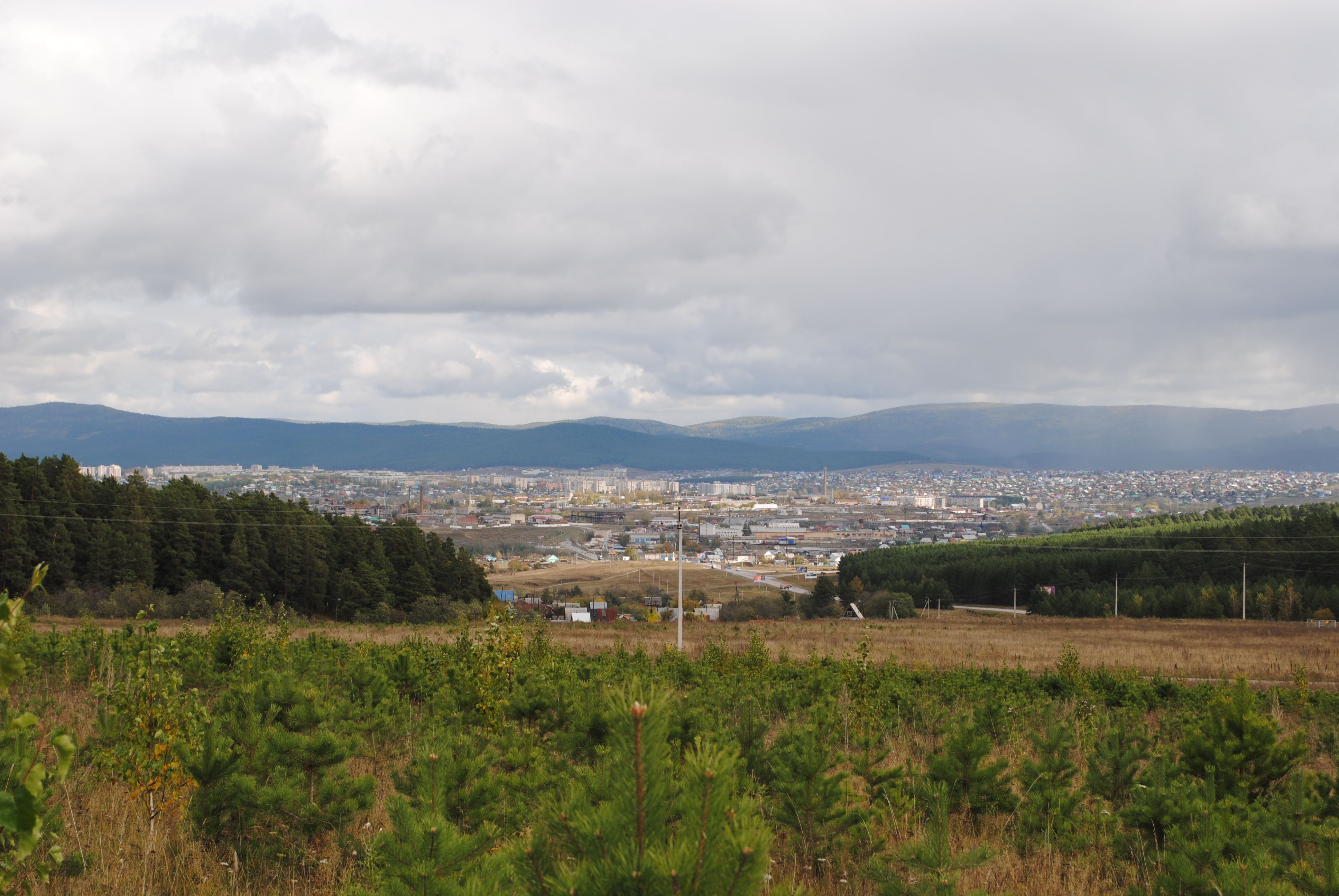
Vy över Beloretsk.

Beloretsk (ryska Белоре́цк) är en stad i delrepubliken Basjkirien i Ryssland, vid floden Belajas övre lopp. Folkmängden uppgick till 66 584 invånare i början av 2015.
Staden växte fram i anslutning till ett metallverk under slutet av 1700-talet. Under 1900-talet dominerades staden av metall-, trä- och kemisk industri.